# Maskellococcus nothofagi
Maskellococcus nothofagi är en insektsart som beskrevs av Jennifer M. Cox 1987. Maskellococcus nothofagi ingår i släktet Maskellococcus och familjen ullsköldlöss. Inga underarter finns listade i Catalogue of Life.